# Casa Figueras (Cassà de la Selva)
La Casa Figueras és una obra del municipi de Cassà de la Selva (Gironès) inclosa en l'Inventari del Patrimoni Arquitectònic de Catalunya.

## Descripció
Es tracta d'una casa unifamiliar aïllada amb cancell d'entrada. És un edifici estructurat a partir de l'esquema bàsic de l'arquitectura tradicional catalana, amb utilització d'una torre com a element més representatiu. La façana presenta un sòcol arrebossat simulant carreus de pedra. Hi ha elements decoratius en les llindes de les obertures del primer pis. Destaca el ràfec de la coberta amb elements ceràmics a la cara inferior i la torre. Al jardí s'hi obre una façana amb galeria o llotja d'inspiració clàssica amb elements de pedra natural (pilars, columnes, capitells).

## Història
Existia abans un edifici més petit que era una fàbrica. Posteriorment l'any 1918 es va ampliar i reformar per transformar-lo en habitatge. D'aquella època són la construcció de la torre, la llotja i la façana que dona al passeig Vilaret. L'ampliació fou obra d'Isidre Bosch.